# Orliwschtschyna
Orliwschtschyna (ukrainisch Орлівщина; russisch Орловщина Orlowschtschina) ist ein Dorf in der zentralukrainischen Oblast Dnipropetrowsk mit rund 4700 Einwohnern.

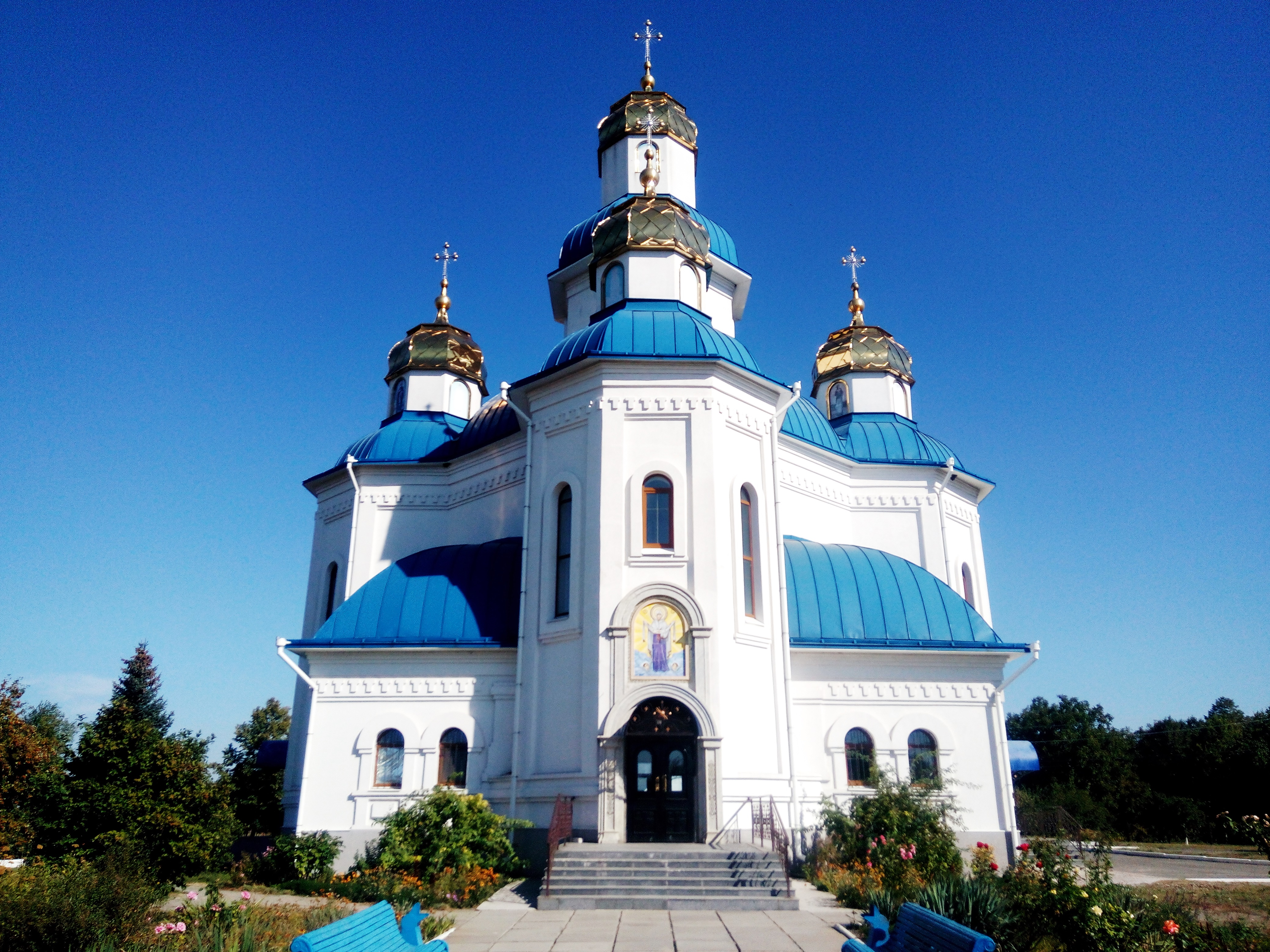
Kirche im Ort

Orliwschtschyna liegt im Rajon Nowomoskowsk am linken Ufer der Samara 12 km östlich vom Nowomoskowsk und 36 km nordöstlich der Oblasthauptstadt Dnipro.
Am 26. Dezember 2017 wurde das Dorf ein Teil der neugegründeten Landgemeinde Pischtschanka, bis dahin bildete es zusammen mit den Dörfern Nowotrojizke (Новотроїцьке) und Pidpilne (Підпільне) die gleichnamige Landratsgemeinde Snameniwka (Орлівщинська сільська рада/Orliwschtschynska silska rada) im Südosten des Rajons Nowomoskowsk.